# XEmacs
XEmacs는 마이크로소프트 윈도우는 물론 거의 모든 유닉스 계열 운영 체제에서 실행되는 그래픽 및 콘솔 기반 텍스트 편집기이다. XEmacs는 1980년대 후반의 GNU 이맥스 버전을 기반으로 한 포크이다. 모든 사용자는 GNU 일반 공중 사용 허가서 버전 2 또는 이후 버전에 따라 사용 가능한 자유 소프트웨어로 XEmacs를 다운로드, 사용 및 수정할 수 있다.

## SXEmacs

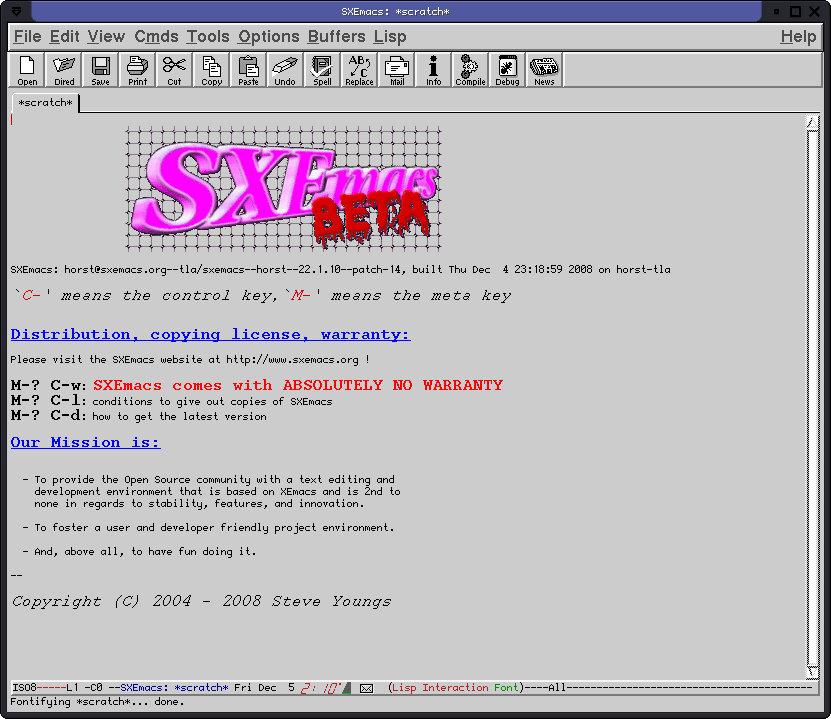
SXEmacs 22.1.10의 스크린샷

SXEmacs 프로젝트는 XEmacs 21.4를 포크하고 10년 넘게 개발을 계속하여 늦어도 2020년에 새 릴리스를 출시했다.

## 같이 보기
- 유닉스 명령어 목록